# Hypoponera congrua
Hypoponera congrua är en myrart som först beskrevs av Wheeler 1934.  Hypoponera congrua ingår i släktet Hypoponera och familjen myror. Inga underarter finns listade i Catalogue of Life.